# Carpolestidae
Os Carpolestídeos (Carpolestidae) eram uma família de Plesiadapiformes

## Taxonomia da família Carpolestidae
- Elphidotarsius Gidley, 1923
  - E. florencae Gidley, 1923 - Paleoceno Médio, Torrejoniano, Gidley Quarry, Montana, EUA
  - E. shotgunensis Gazin, 1971 (Paleoceno Superior, Tiffaniano, Keefer Hill, Wyoming, EUA.
  - E. russelli Krause, 1978 - Paleoceno Superior, Tiffaniano Cochrane 2, Alberta, Canadá.
  - E. wightoni Fox, 1984  - Paleoceno Superior, Tiffaniano, UADW-2, Alberta, Canadá.

- Carpodaptes Matthew & Granger, 1921
  - Carpodaptes aulacodon Matthew & Granger, 1921
  - Carpodaptes hazelae Simpson, 1936
  - Carpodaptes hobackensis Dorr, 1952  (=Carpocristes hobackensis)
  - Carpodaptes cygneus (Russell, 1967)
  - Carpodaptes stonleyi Fox, 2002

- Subengius Smith, Itterbeeck & Missiaen, 2004
  - Subengius mengi Smith, Itterbeeck & Missiaen, 2004 - Paleoceno Superior, Subeng, Nei Mongol, China.

- Carpomegodon Bloch, Fisher, Rose & Gingerich, 2001
  - C. jepseni (Rose, 1975)

- Carpolestes Simpson, 1928 
  - C. nigridens Simpson, 1928 *  (=C. aquilae, Litotherium complicatum)
  - Carpolestes dubius Jepsen, 1930
  - C. simpsoni Bloch & Gingerich, 1998
- Carpocristes Beard & Wang, 1995
  - Carpocristes oriens Beard & Wang, 1995 - Eoceno Inferior, Bumbaniano, Wutu, China.
  - C. rosei Beard, 2000
- Subengius Smith, Van Itterbeeck & Missiaen, 2004
  - S. mengi Smith, Van Itterbeeck & Missiaen, 2004 *